# Запис Алексића трешња (Гложане)
Запис Алексића трешња (Гложане) се налази на парцели чији је власник Алексић Драгољуб.

## Локација
| Општина             | Свилајнац                                                                   |
| Катастарска општина | Гложане                                                                     |
| Потес               | Коса                                                                        |
| Координате          | 44° 09′ 33″ С; 21° 10′ 34″ И / 44.159300000000002° С; 21.176200000000001° И |
| Надморска висина    | 234m                                                                        |

## Карактеристике
Дендрометријске вредности утврђене на терену и сателитским снимцима:
| Стабло                     | Трешња |
| Висина стабла              | m      |
| Обим дебла                 | m      |
| Пречник крошње             | 6m     |
| Пречник дебла              | m      |
| Висина дебла до прве гране | m      |

## База записа
Запис је у оквиру Викимедија пројекта "Запис - Свето дрво" заведен под редним бројем 1221.